# Bistum Amarillo
Das Bistum Amarillo (lat.: Dioecesis Amarillensis) ist eine in Texas in den Vereinigten Staaten gelegene römisch-katholische Diözese mit Sitz in Amarillo. Es umfasst den Texas Panhandle im Norden von Texas.

## Geschichte
Papst Pius XI. gründete es mit der Apostolischen Konstitution Pastoris aeterni  am 3. August 1926 aus Gebietsabtretungen des Bistums Dallas und des Erzbistums San Antonio, dem es auch als Suffraganbistum unterstellt wurde.
Am 16. Oktober 1961 und 25. März 1983 verlor es Teile seines Territoriums an das Bistum San Angelo und Bistum Lubbock.

## Bischöfe von Amarillo
- Rudolph Aloysius Gerken (25. August 1926 – 2. Juni 1933, dann Erzbischof von Santa Fe)
- Robert Emmet Lucey (10. Februar 1934 – 23. Januar 1941, dann Erzbischof von San Antonio)
- Laurence Julius FitzSimon (2. August 1941 – 2. Juli 1958)
- John Louis Morkovsky (18. August 1958 – 16. April 1963, dann Koadjutorbischof von Galveston-Houston)
- Lawrence Michael De Falco (16. April 1963 – 28. August 1979)
- Leroy Theodore Matthiesen (18. März 1980 – 21. Januar 1997)
- John Walter Yanta (21. Januar 1997 – 3. Januar 2008)
- Patrick James Zurek (seit 3. Januar 2008)